# Kanaan
Kanaan (hebrejski: Kena'an) bila je civilizacija na području između rijeke Jordan i Sredozemnog mora, koje je kasnije dobilo naziv Palestina. To je također stari naziv za prostor koji obuhvaća današnji Izrael i Libanon, teritorij Palestine s obalnim zemljama, te dijelove Jordana, Sirije i sjeveroistok Egipta.[nedostaje izvor]

## Naziv
Jedan od naziva područja koji se u Bibliji naziva Kanaan, nalazi se u akadskim izvorima. Tu se za područja zapadno od Eufrata rabi naziv "mat Amurru", što bi značilo "Zemlja Zapada". Iz drugog tisućljeća, u tekstovima pisanim klinastim pismom u Mariju, Nuziju, Ugaritu i Tell el-Amarni, pronađeni su nazivi poput "Kinahhi" i "Kinahna". Značenje tih naziva nije posve jasno.
Kanaan se etimološki tumači kao "Zemlja crvenog grimiza", jer se nekad u Kanaan ubrajala i Fenicija, gdje se od raznih morskih školjki pravila grimizna boja, po kojoj je cijelo područje bilo poznato. Za Kanaan se upotrebljavaju različiti nazivi: Izrael, Palestina, Sveta zemlja ili Obećana zemlja. U Bibliji se, nakon vladavine kralja Salomona, južni dio zove Kraljevstvo Juda, a sjeverni dio Kraljevstvo Izrael.

## Biblijski izvještaj o dolasku Izraelita u Kanaan
Izraeliti su došli u Kanaan oko 1200. godine prije Krista. Prema Bibliji, praotac Izraelita Abraham je doselio iz gornje Mezopotamije u Kanaan prema Božjem pozivu. U Bibliji se Kanaan spominje i u Post 42,29, gdje se opisuje povratak Jakovljevih sinova u Kanaan. Kako bi se spasili od ropstva, oko 1235. pr. Kr., pod vodstvom Mojsija ponovno kreću u seobu preko Crvenog mora (najvjerojatnije ovdje nije riječ o današnjem Crvenom moru) i Sinaja u Kanaan.
Mojsije, čije povijesno postojanje nije potvrđeno, smatra se osnivačem židovske vjere. Prema Petoknjižju on je oslobodio Izraelite iz egipatskog ropstva, a Bog mu je Jahve na gori Sinaj objavio Deset zapovijedi i Zakon, utemeljivši židovski narod. Smatra se da je prvi kralj bio Šaul, a njega nasljeđuje kralj David. Nakon kralja Davida, dolazi Salomon. U vrijeme vladavine kralja Salomona gradi se prvi Jeruzalemski hram. Nakon njegove smrti, kraljevstvo je podijeljeno na dvije države: Izrael i Judu. U Izraelu, odnosno u sjevernom kraljevstvu, nalazi se grad Samarija, a u Judi, odnosno južnom kraljevstvu nalazi se grad Jeruzalem.

## Arheološki nalazi na području Kanaana
Današnje znanje o Kanaancima najviše proizlazi iz arheoloških iskapanja, koja su na području Kanaana počela 1928. godine. Posebno su značajne iskopine iz brončanog doba, razdoblja prije vladavine Egipta. Tada su, kako iskopine pokazuju, značajnu ulogu imali gradovi Megid i Kadeš.